# Aguja Poincenot
La Aguja Poincenot es una montaña de 3002 m s. n. m. (según el Instituto Geográfico Nacional de Argentina).
Se encuentra ubicada al oriente del campo de hielo Patagónico Sur en el sector pendiente de delimitación en la frontera entre Argentina (Provincia de Santa Cruz) y Chile (Región de Magallanes y de la Antártica Chilena) que data desde el Acuerdo de 1998; este sector es desde el sur del Monte Fitz Roy hasta el Cerro Murallón, en el Tratado se pretendía delimitar desde el Fitz Roy hasta el Cerro Daudet, sin embargo, debido al desacuerdo en cuanto a delimitar el sector norte, sólo quedó definido desde el Cerro Murallón hasta el Daudet. Debido a esto, su estatus político y neutral es el de un cerro internacional, y del cual pertenece a ambos países, de los cuales ambos deben definir una frontera definitiva.

## Características
El grupo montañoso al cual pertenece conforma uno de los grandes nunataks del campo de hielo patagónico.
La aguja está ubicada al sur del monte Fitz Roy (el cual mide unos 350 metros más), y se destaca por su figura puntiaguda y sus paredes verticales.

Localización de los principales picos del macizo del Fitz Roy, vistos desde el poblado de El Chaltén en la Patagonia argentina.

## Historia
La cumbre fue nombrada en memoria del alpinista francés Jacques Poincenot, que murió durante la expedición francesa para alcanzar por primera vez la cima del monte Fitz Roy, compuesta por Lionel Terray y Guido Magnone. Durante la larga caminata hacia el Fitz Roy, Poincenot se ahogó en el río Fitz Roy. Sus restos descansan en la localidad de Puerto Santa Cruz.
La primera ascensión fue realizada en 1962 por el irlandés Frank Cochrane y el británico Don Whillans, quienes utilizaron la cara suroeste.